# Jorge Lorenzo
W treści tego artykułu od 2020-08 występują prawdopodobnie wyrażenia zwodnicze, co nie jest zgodne z zasadami przyjętymi w Wikipedii.
Dokładniejsze informacje o tym, co należy poprawić, być może znajdują się w dyskusji tego artykułu.
 Po wyeliminowaniu niedoskonałości należy usunąć szablon [[Szablon:Dopracować|]] z tego artykułu.
Jorge Lorenzo Guerrero (ur. 4 maja 1987 w Palma de Mallorca) – hiszpański motocyklista ścigający się od sezonu 2008 w kategorii MotoGP w zespole Yamaha Factory Team. Trzykrotny mistrz świata Moto GP w sezonie 2010, 2012 i 2015. W sezonach 2006 i 2007 zdobył tytuł mistrza świata w kategorii 250 cm³ reprezentując zespół Fortuna Aprilia. W 2013 roku zdobył tytuł wicemistrza świata w Moto GP, natomiast rok później zdobył tytuł II wicemistrza w tej samej klasie.

## Kariera

### 125 cm³ (2002–2004)
Debiut Jorge w klasie 125 cm³ Motocyklowych Mistrzostw Świata nastąpił w roku 2002, podczas trzeciej rundy sezonu, o GP Hiszpanii. Szansę udziału w wyścigach Grand Prix otrzymał od ekipy Derbi. W pierwszym wyścigu Hiszpan nie był jednak w stanie zdobyć punktów. Pierwszy raz na punktowanej pozycji dojechał trzy eliminacje później, w GP Katalonii (był wówczas czternasty). W ciągu czternastu rund Lorenzo trzykrotnie jeszcze ukończył wyścigi na punktowanym miejscu (najlepiej spisał się podczas GP Brazylii, kiedy to zajął siódme miejsce). To pozwoliło mu zakończyć sezon na 21. miejscu.
W kolejnym roku startów Hiszpan był już etatowym kierowcą tej ekipy. Pierwsza połowa sezonu nie była jednak udana dla Jorge, który w ciągu ośmiu wyścigów tylko trzykrotnie ukończył zmagania, w tym dwukrotnie na punktowanej lokacie. Druga część okazała się jednak zdecydowanie lepsza. W tym czasie po raz pierwszy w karierze zwyciężył w wyścigu, a miało to miejsce w GP Brazylii. Po nieukończonym GP Pacyfiku, w rundzie na torze w Malezji, Hiszpan po raz pierwszy sięgnął po pole position. Wyścig ostatecznie zakończył na trzecim miejscu. Dzięki mocnej końcówce sezonu Jorge został sklasyfikowany na 12. pozycji w końcowej klasyfikacji.
Ostatni rok startów w najniższej klasie był najlepszy w wykonaniu Hiszpana. W tym czasie siedmiokrotnie stanął na podium, z czego trzy razy na najwyższym stopniu (podczas Grand Prix w Holandii, Czechach oraz Katarze). Poza tym Jorge dwukrotnie zdołał wywalczyć pierwsze pole startowe (podczas GP Katalonii i Kataru). Dorobek blisko dwustu punktów pozwolił Lorenzo ukończyć cykl zmagań tuż za podium, na 4. miejscu.

### 250 cm³ (2005–2007)
Po udanym sezonie w najniższej kategorii, Hiszpan awansował do klasy ćwierć-litrówek, w której podpisał kontrakt z japońską ekipą Hondy. Już w piątym podejściu, podczas GP Włoch, Jorge sięgnął po pole position. Dzień później nie był jednak w stanie pokonać swojego rodaka Daniego Pedrosy. W dalszej części sezonu Hiszpan jeszcze trzykrotnie startował z pierwszej pozycji, jednakże ponownie nie udało mu się zwyciężyć. Ostatecznie sześć razy stanął na podium, a w ostatecznej klasyfikacji zajął 5. pozycję.
W roku 2006 Lorenzo przeniósł się do włoskiej stajni Aprilia. Dwuletnia współpraca z Włochami okazała się niezwykle udana, gdyż Hiszpan stał się dominującą postacią w 250 cm³, sięgając dwukrotnie po tytuł mistrzowski. W obu sezonach jego największymi rywalami byli Włoch Andrea Dovizioso oraz reprezentant San Marino, Alex de Angelis. W tym czasie Jorge stanął 23 razy na podium, z czego aż siedemnaście na najwyższym stopniu. Poza tym aż dziewiętnastokrotnie zdobył pole position.

### MotoGP (2008–)
Po dwuletniej dominacji w średniej kategorii, Hiszpan dostał szansę startów u boku samego Valentino Rossiego, w japońskiej stajni Yamaha. Dzięki świetnie spisującym się francuskim oponom Michelin, Lorenzo sprawił sensację, startując aż trzy razy z pierwszej pozycji, w pierwszych trzech wyścigach w kalendarzu mistrzostw. Po pierwsze zwycięstwo sięgnął w trzecim podejściu, podczas GP Portugalii. Pomimo rewelacyjnego debiutu, w dalszej części mistrzostw Hiszpan nie radził sobie już tak dobrze. Począwszy od GP Chin Lorenzo często zaliczał upadki, a po ciężkim wypadku podczas GP Włoch, był zmuszony opuścić kolejną eliminację, rozegraną na hiszpańskim torze Circuit de Catalunya. Ostatecznie po pięciokrotnym stanięciu na podium, Jorge w klasyfikacji generalnej zajął 4. miejsce.
W drugim roku startów Lorenzo włączył się do walki o tytuł ze swoim zespołowym partnerem, Rossim. Między tą dwójką doszło do kilku bardzo emocjonujących pojedynków, z których częściej zwycięsko wychodził Włoch. Do historii przeszła już wspaniała walka pomiędzy nimi na torze w Barcelonie, gdzie na ostatnim zakręcie wyścigu Valentino wyprzedził Hiszpana. Lorenzo pomimo seryjnych miejsc na podium, kilkukrotnie jednak nie wytrzymywał napięcia rywalizacji i w konsekwencji z własnej winy nie ukończył czterech rund. Ostatecznie został sklasyfikowany na 2. lokacie, z dorobkiem 12 miejsc na podium, w tym 4 wygranych.
Sezon 2010 był mistrzowskim w wykonaniu Hiszpana. Jorge w pierwszych dziesięciu wyścigach siedmiokrotnie znalazł się na najwyższym stopniu. Drogę to tytułu ułatwiła mu kontuzja Valentino podczas GP Włoch, która wyeliminowała go z rywalizacji. Podobny los spotkał jego rodaka Daniela Pedrosę, który goniąc go w klasyfikacji generalnej doznał poważnego upadku podczas GP Japonii. Dzięki temu na kilka rund przed zakończeniem zmagań Lorenzo zapełnił sobie mistrzostwo. W trakcie sezonu siedmiokrotnie zwyciężył, uzyskując rekordową liczbę punktów w ciągu roku. Wyrównał również rekord szesnastu miejsc podium (w tym dwanaście z rzędu).
W 2011 roku nowym partnerem Lorenzo został Amerykanin Ben Spies. Sezon rozpoczął od drugiego miejsca w Katarze i zwycięstwa w Hiszpanii, potem do głosu zaczął dochodzić Casey Stoner. Jorge Lorenzo nie udało się obronić tytułu mistrza. Wygrał trzy wyścigi i dziesięciokrotnie stawał na podium. Sezon zakończył na drugim miejscu zdobywając 260 punktów i ostatecznie musiał uznać wyższość szybszego w tym sezonie Caseya Stonera.
W 2012 roku po niezwykle równej jeździe (nie schodził poniżej 2 miejsca z wyjątkiem GP Holandii, którego nie ukończył po zabraniu z toru przez Alvaro Bautistę, i GP Walencji na koniec sezonu) wywalczył 2 w karierze tytuł mistrza świata MotoGP, wygrywając walkę o koronę z Danim Pedrosą.
Pechowo dla Lorenzo zakończył się 2013, Hiszpan podczas treningów przed TT Assen, zaliczył bardzo groźny upadek łamiąc lewy obojczyk, to zdecydowanie utrudniło mu obronę mistrzowskiego tytułu. Po wylocie do Hiszpanii i przejściu operacji wstawienia tytanowej płytki, Jorge wrócił jeszcze na te same zawody. Jego heroiczna postawa i walka z bólem starczyły na zajęcie 5 miejsca, stracił jedynie 15 sekund do zwycięzcy. Idąc za ciosem postanowił wystartować w Grand Prix Niemiec na torze Sachsenring, gdzie chciał zminimalizować straty do lidera mistrzostw, Marca Marqueza.
W trakcie trwania 2 sesji treningowej Lorenzo po raz kolejny uległ groźnemu wypadkowi i wygiął wcześniej wstawioną tytanową płytkę. Nie mając większego wyboru zrezygnował z dalszego uczestnictwa w Grand Prix Niemiec, początkowo wykluczając udział w następnym wyścigu na torze Laguna Seca, jednak w ostatniej chwili on i jego rodak, Dani Pedrosa, który także zaliczył kontuzję obojczyka, zdecydowali się na start w Ameryce nie chcąc tracić więcej punktów do świetnie dysponowanego Marqueza. Walką do końca i nieustępliwością Jorge Lorenzo zachował marzenia o obronie tytułu do ostatniego wyścigu w Walencji, tam, po pasjonujących zmaganiach, zwyciężył przed Pedrosą i Marquezem, to jednak nie starczyło i mistrzem świata został jego młodszy kolega z Hondy. W sezonie 2014 Lorenzo walczył wraz z Rossim i Pedrosą o wicemistrzostwo w królewskiej klasie, jednak zaprzepaścił swoje szanse po nieukończeniu ostatniego wyścigu, podczas gdy Włoch zajął 2. miejsce. W sezonie 2015 Hiszpan od początku sezonu mocno naciskał na Rossiego, by w ostatnim wyścigu w Walencji odebrać mu prowadzenie w klasyfikacji generalnej. Sezon ten zakończył z siedmioma wygranymi wyścigami (Hiszpania, Francja, Włochy, Katalonia, Czechy, Aragonia, Walencja), tym samym zdobywając trzeci w karierze tytuł, przedłużając liczbę zwycięskich tytułów z rzędu w „królewskiej klasie” przez hiszpańskich motocyklistów.

## Statystyki

### Sezony
| Sezon   | Klasa   | Motocykl                | Zespół                 | Wyścig | Zwycięstwa | Podium | PP | NO | Pkt  | Poz |
| ------- | ------- | ----------------------- | ---------------------- | ------ | ---------- | ------ | -- | -- | ---- | --- |
| 2002    | 125 cm³ | Derbi RS 125            |                        | 14     | 0          | 0      | 0  | 0  | 21   | 21  |
| 2003    | 125 cm³ | Derbi RS 125            |                        | 16     | 1          | 2      | 1  | 1  | 79   | 12  |
| 2004    | 125 cm³ | Derbi RSA 125           |                        | 16     | 3          | 7      | 2  | 2  | 179  | 4   |
| 2005    | 250 cm³ | Honda RS250RW           |                        | 15     | 0          | 6      | 4  | 0  | 167  | 5   |
| 2006    | 250 cm³ | Aprilia RSW 250         |                        | 16     | 8          | 11     | 10 | 1  | 289  | 1   |
| 2007    | 250 cm³ | Aprilia RSW 250         |                        | 17     | 9          | 12     | 9  | 3  | 312  | 1   |
| 2008    | MotoGP  | Yamaha YZR-M1           | Yamaha Motor Racing    | 17     | 1          | 6      | 4  | 1  | 190  | 4   |
| 2009    | MotoGP  | Yamaha YZR-M1           | Yamaha Motor Racing    | 17     | 4          | 12     | 5  | 4  | 261  | 2   |
| 2010    | MotoGP  | Yamaha YZR-M1           | Yamaha Motor Racing    | 18     | 9          | 16     | 7  | 4  | 383  | 1   |
| 2011    | MotoGP  | Yamaha YZR-M1           | Yamaha Motor Racing    | 15     | 3          | 10     | 2  | 2  | 260  | 2   |
| 2012    | MotoGP  | Yamaha YZR-M1           | Yamaha Motor Racing    | 18     | 6          | 16     | 7  | 5  | 350  | 1   |
| 2013    | MotoGP  | Yamaha YZR-M1           | Yamaha Motor Racing    | 17     | 8          | 14     | 4  | 2  | 330  | 2   |
| 2014    | MotoGP  | Yamaha YZR-M1           | Yamaha Motor Racing    | 18     | 2          | 11     | 1  | 2  | 263  | 3   |
| 2015    | MotoGP  | Yamaha YZR-M1           | Movistar Yamaha MotoGP | 18     | 6          | 11     | 4  | 5  | 335  | 1   |
| 2016    | MotoGP  | Yamaha YZR-M1           | Movistar Yamaha MotoGP | 18     | 4          | 10     | 4  | 2  | 233  | 3   |
| 2017    | MotoGP  | Ducati Desmosedici GP17 | Ducati Team            | 18     | 0          | 3      | 0  | 0  | 137  | 7   |
| 2018    | MotoGP  | Ducati Desmosedici GP18 | Ducati Team            | 14     | 3          | 4      | 4  | 2  | 134  | 9   |
| 2019    | MotoGP  | Honda RC213V            | Honda Repsol           | 0*     |            |        |    |    |      |     |
| Łącznie |         |                         |                        | 282    | 68         | 152    | 69 | 37 | 3918 |     |

* – sezon w trakcie

### Klasy wyścigowe
| Klasa  | Sezon     | Pierwsze GP    | Pierwsze podium     | Pierwsza wygrana    | Wyścigi | Wygrane | Podia | PP | Najsz. okr. | Pkt. | WCh. |
| ------ | --------- | -------------- | ------------------- | ------------------- | ------- | ------- | ----- | -- | ----------- | ---- | ---- |
| 125 cc | 2002–2004 | Hiszpania 2002 | Rio de Janeiro 2003 | Rio de Janeiro 2003 | 46      | 4       | 9     | 3  | 3           | 279  | 0    |
| 250 cc | 2005–2007 | Hiszpania 2005 | Włochy 2005         | Hiszpania 2006      | 48      | 17      | 29    | 23 | 4           | 768  | 2    |
| MotoGP | 2008–     | Katar 2008     | Katar 2008          | Portugalia 2008     | 142     | 41      | 100   | 36 | 26          | 2432 | 3    |
| Razem  | 2002–     |                |                     |                     | 236     | 62      | 138   | 62 | 33          | 3479 | 5    |

### Starty
| Rok  | Klasa   | Motocykl | 1      | 2      | 3      | 4      | 5               | 6               | 7               | 8               | 9               | 10              | 11              | 12              | 13              | 14              | 15              | 16              | 17              | 18              | Poz. | Pkt. |
| ---- | ------- | -------- | ------ | ------ | ------ | ------ | --------------- | --------------- | --------------- | --------------- | --------------- | --------------- | --------------- | --------------- | --------------- | --------------- | --------------- | --------------- | --------------- | --------------- | ---- | ---- |
| 2002 | 125 cm³ | Derbi    | JPN    | RSA    | SPA 22 | FRA 19 | ITA 20          | CAT 14          | NED 16          | GBR 13          | GER 17          | CZE 20          | POR NS          | BRA 7           | PAC 9           | MAL 20          | AUS NS          | VAL 22          |                 |                 | 21   | 21   |
| 2003 | 125 cm³ | Derbi    | JPN NS | RSA 24 | SPA 15 | FRA NS | ITA NS          | CAT 6           | NED NS          | GBR NS          | GER 21          | CZE 12          | POR 6           | BRA 1           | PAC NS          | MAL 3           | AUS 8           | VAL 11          |                 |                 | 12   | 79   |
| 2004 | 125 cm³ | Derbi    | RSA 16 | SPA NS | FRA 3  | ITA 10 | CAT 5           | NED 1           | BRA NS          | GER 6           | GBR 3           | CZE 1           | POR 3           | JPN 7           | QAT 1           | MAL NS          | AUS 2           | VAL NS          |                 |                 | 4    | 179  |
| 2005 | 250 cm³ | Honda    | SPA 6  | POR 10 | CHN 9  | FRA 5  | ITA 2           | CAT NS          | NED 3           | GBR 8           | GER NS          | CZE 2           | JPN NS          | MAL EX          | QAT 2           | AUS 3           | TUR 4           | VAL 2           |                 |                 | 5    | 167  |
| 2006 | 250 cm³ | Aprilia  | SPA 1  | QAT 1  | TUR NS | CHN 4  | FRA NS          | ITA 1           | CAT 2           | NED 1           | GBR 1           | GER 3           | CZE 1           | MAL 1           | AUS 1           | JPN 3           | POR 5           | VAL 4           |                 |                 | 1    | 289  |
| 2007 | 250 cm³ | Aprilia  | QAT 1  | SPA 1  | TUR 2  | CHN 1  | FRA 1           | ITA 8           | CAT 1           | GBR NS          | NED 1           | GER 4           | CZE 1           | RSM 1           | POR 3           | JPN 11          | AUS 1           | MAL 3           | VAL 7           |                 | 1    | 312  |
| 2008 | MotoGP  | Yamaha   | QAT 2  | SPA 3  | POR 1  | CHN 4  | FRA 2           | ITA NS          | CAT             | GBR 6           | NED 6           | GER NS          | USA NS          | CZE 10          | RSM 2           | IND 3           | JPN 4           | AUS 4           | MAL NS          | VAL 8           | 4    | 190  |
| 2009 | MotoGP  | Yamaha   | QAT 3  | JPN 1  | SPA NS | FRA 1  | ITA 2           | CAT 2           | NED 2           | USA 3           | GER 2           | GBR NS          | CZE NS          | IND 1           | RSM 2           | POR 1           | AUS NS          | MAL 4           | VAL 3           |                 | 2    | 261  |
| 2010 | MotoGP  | Yamaha   | QAT 2  | SPA 1  | FRA 1  | ITA 2  | GBR 1           | NED 1           | CAT 1           | GER 2           | USA 1           | CZE 1           | IND 3           | RSM 2           | ARA 4           | JPN 4           | MAL 3           | AUS 2           | POR 1           | VAL 1           | 1    | 383  |
| 2011 | MotoGP  | Yamaha   | QAT 2  | SPA 1  | POR 2  | FRA 4  | CAT 2           | GBR NS          | NED 6           | ITA 1           | GER 2           | USA 2           | CZE 4           | IND 4           | RSM 1           | ARA 3           | JPN 2           | AUS DNS         | MAL             | VAL             | 2    | 260  |
| 2012 | MotoGP  | Yamaha   | QAT 1  | SPA 2  | POR 2  | FRA 1  | CAT 1           | GBR 1           | NED NS          | GER 2           | ITA 1           | USA 2           | IND 2           | CZE 2           | RSM 1           | ARA 2           | JPN 2           | MAL 2           | AUS 2           | VAL NS          | 1    | 350  |
| 2013 | MotoGP  | Yamaha   | QAT 1  | AME 3  | SPA 3  | FRA 7  | ITA 1           | CAT 1           | NED 5           | GER DNS         | USA 6           | IND 3           | CZE 3           | GBR 1           | RSM 1           | ARA 2           | MAL 3           | AUS 1           | JPN 1           | VAL 1           | 2    | 330  |
| 2014 | MotoGP  | Yamaha   | QAT NU | AME 10 | ARG 3  | SPA 4  | FRA 6           | ITA 2           | CAT 4           | NED 13          | GER 3           | IND 2           | CZE 2           | GBR 2           | RSM 2           | ARA 1           | JPN 1           | AUS 2           | MAL 3           | VAL NU          | 3    | 263  |
| 2015 | MotoGP  | Yamaha   | QAT 4  | AME 4  | ARG 5  | SPA 1  | FRA 1           | ITA 1           | CAT 1           | NED 3           | GER 4           | IND 2           | CZE 1           | GBR 4           | RSM NU          | ARA 1           | JPN 3           | AUS 2           | MAL 2           | VAL 1           | 1    | 335  |
| 2016 | MotoGP  | Yamaha   | QAT 1  | ARG NU | AME 2  | ESP 2  | FRA 1           | ITA 1           | CAT NU          | NED 10          | GER 15          | AUT 3           | CZE 17          | GBR 8           | SMR 3           | ARA 2           | JPN NU          | MAL 6           | AUS 3           | VAL 1           | 3    | 233  |
| 2017 | MotoGP  | Ducati   | QAT 11 | ARG NU | AME 9  | ESP 3  | sezon w trakcie | sezon w trakcie | sezon w trakcie | sezon w trakcie | sezon w trakcie | sezon w trakcie | sezon w trakcie | sezon w trakcie | sezon w trakcie | sezon w trakcie | sezon w trakcie | sezon w trakcie | sezon w trakcie | sezon w trakcie |      |      |